# 阿尔弗雷德·科瓦尔斯基
阿尔弗雷德·科瓦尔斯基（波蘭語：Alfred Kowalski，1849年10月11日—1915年2月16日）是慕尼黑画派的波蘭画家。

## 生平
童年生活在波兰波德拉谢省东北部城市苏瓦乌基，1873年在华沙德累斯顿学院短暂停留。随后在慕尼黑美术学院学习绘画，师从约瑟夫·勃兰特。他的一些画作获得过德国艺术展览的金牌，1890年被提名为慕尼黑科学院荣誉教授。1915年2月16日在慕尼黑逝世。
他以对雪橇车队和狼的刻画而闻名，画面鲜活，极具生命力。

## 画作

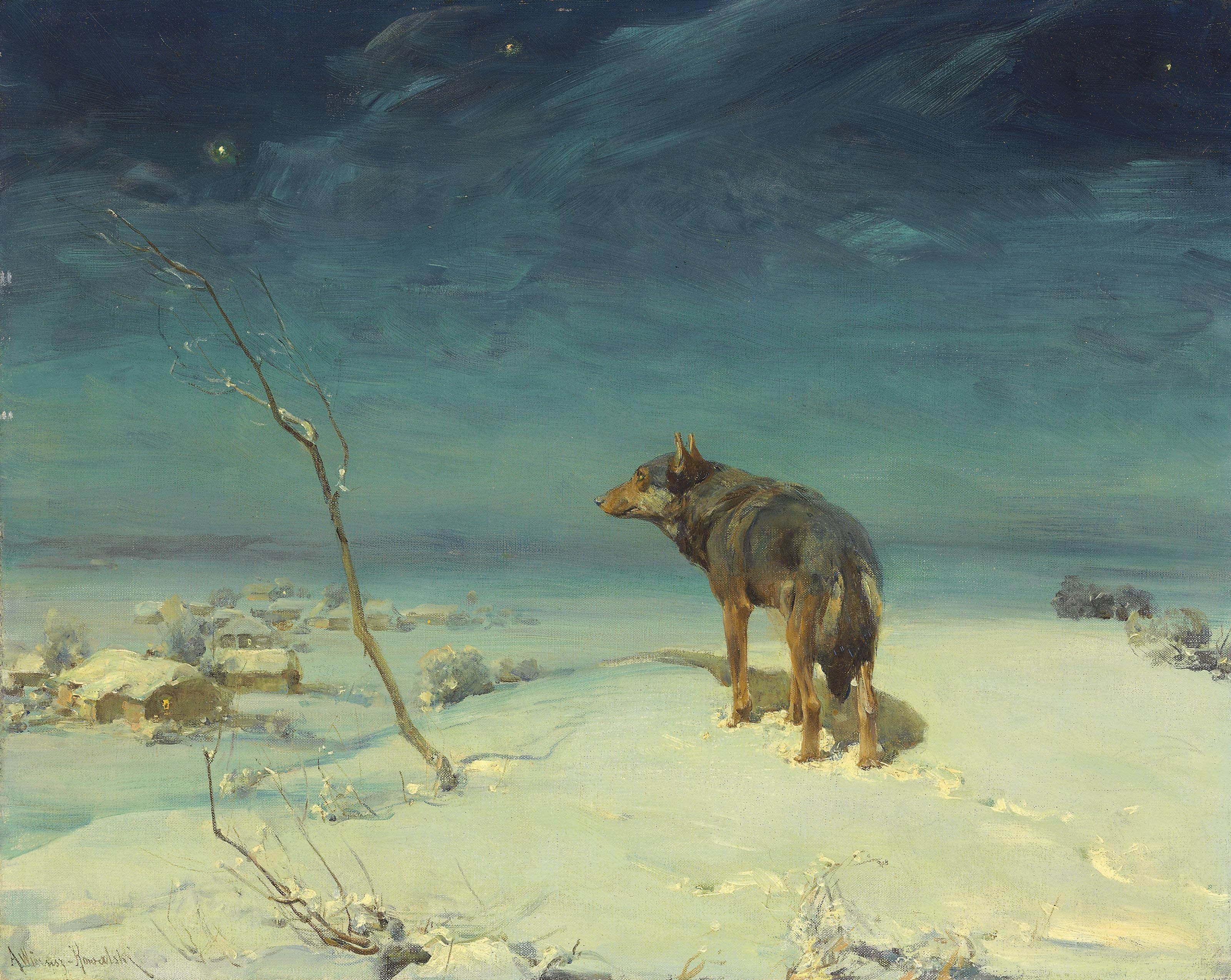
孤独的狼
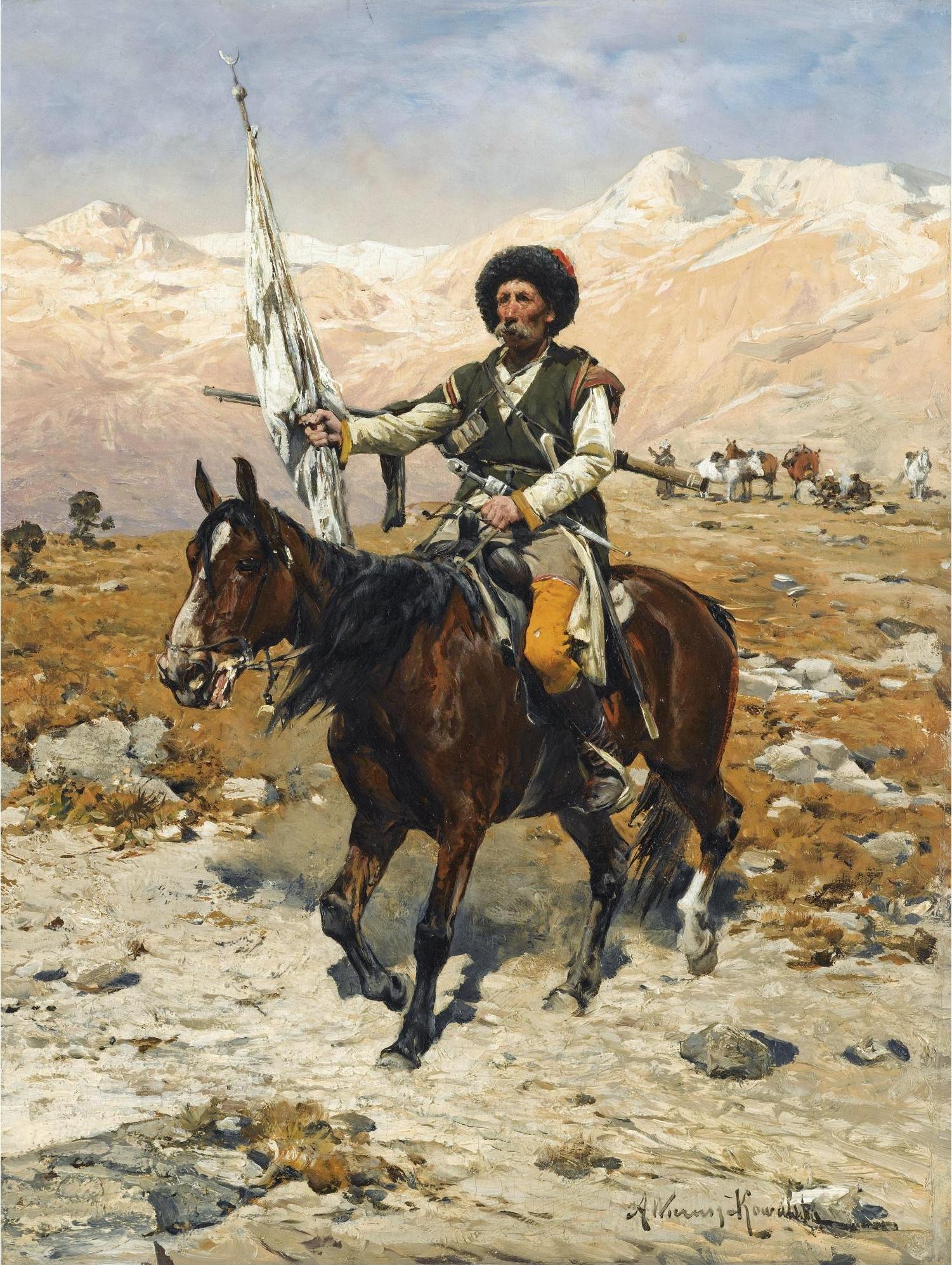
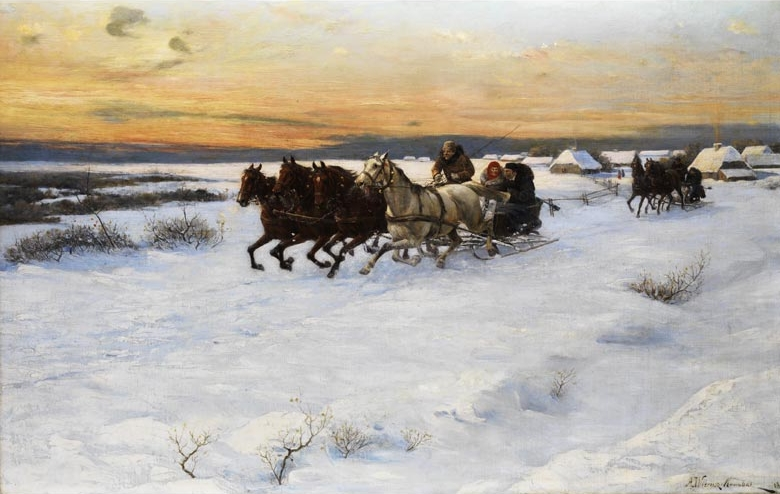
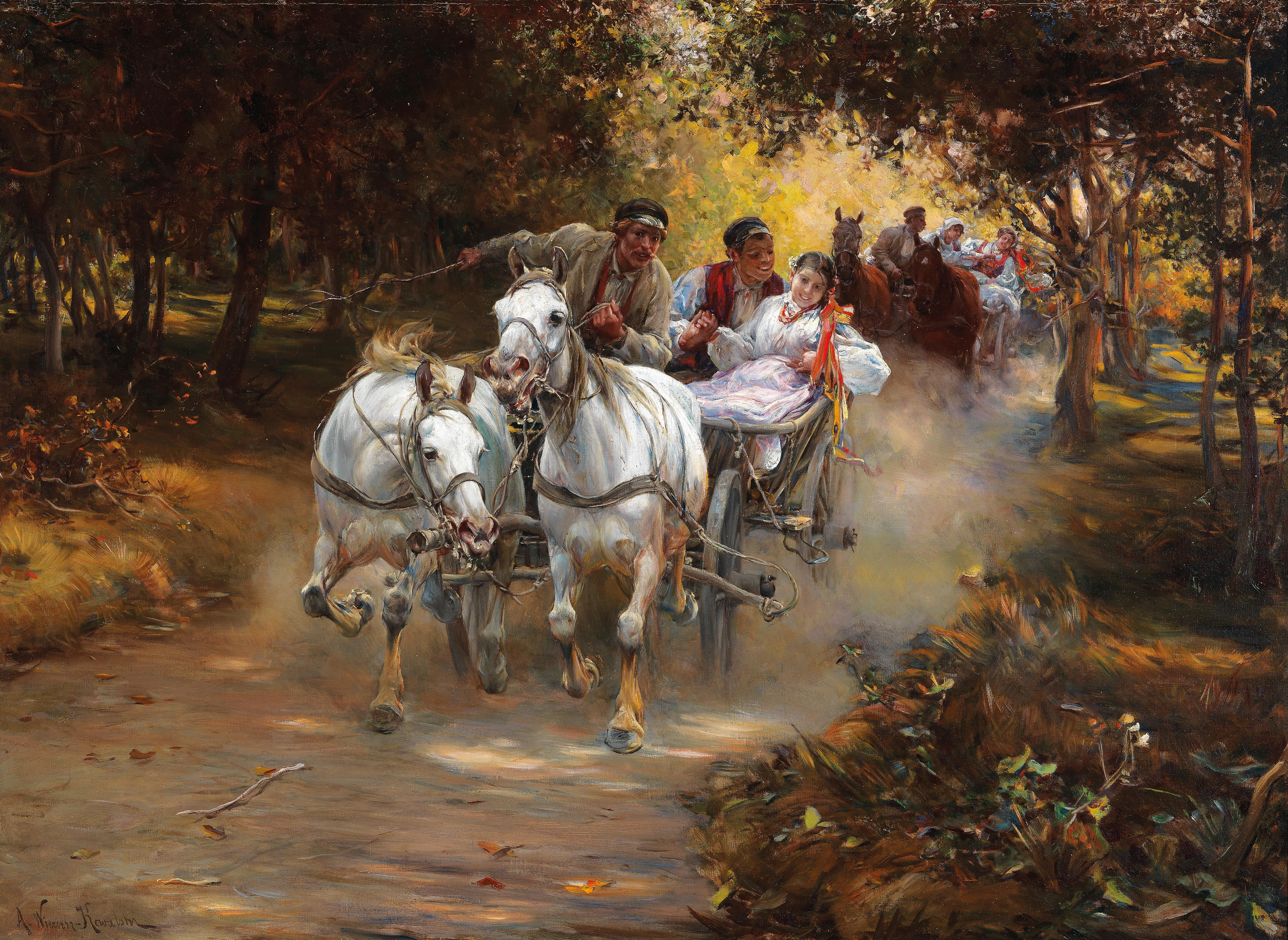
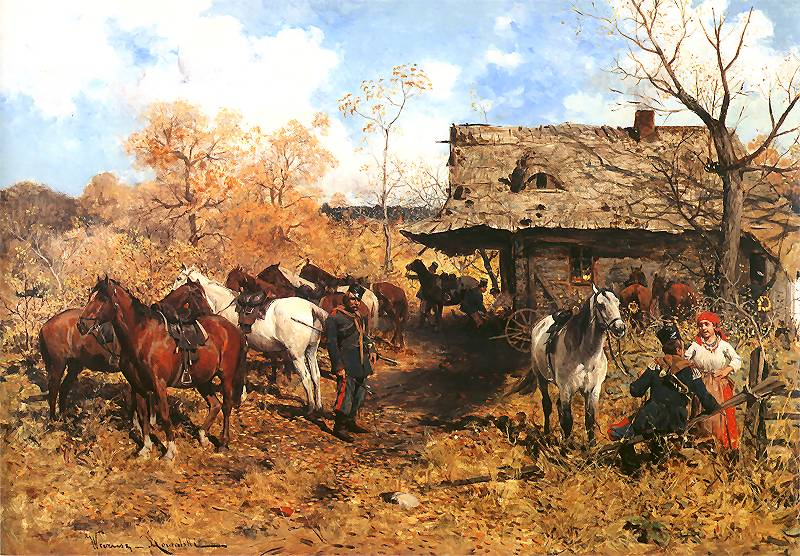